# 에드푸 백반
에드푸 백반(Edfu Facula)은 목성의 위성인 가니메데에 존재하는 흰 반점 모양의 지형이다. 길이는 184km이다.